# Africa Radio
Africa Radio (ehemals: Radio Africa No. 1) ist der älteste Hörfunksender, der sich an den gesamten afrikanischen Kontinent wendet. Er wurde 1978 mit französischer Unterstützung in der gabunischen Stadt Moyabi aufgebaut und sendet auch in der Region Paris.

## Geschichte
Der Sender wurde 1978 als Reaktion auf wachsende amerikanische, südafrikanische und europäische Einflussnahme in Staaten Zentralafrikas gegründet. Mit Unterstützung des damaligen französischen Staatspräsidenten Valéry Giscard d’Estaing wurde eine Sendeanlage mit einer Leistung von zunächst 500 kW in der Provinz Haut-Ogooué, nahe der Kleinstadt Moyabi aufgebaut, dieser Ort befindet sich in der Nähe eines Wasserkraftwerkes. Nach eigenen Angaben erreichte der Sender zu dieser Zeit 40 Prozent der afrikanischen Bevölkerung. Die Finanzierung des Senders erfolgt mehrheitlich über Zahlungen des Staates Gabun, französische Finanzhilfen und Werbeeinnahmen.
Die Sendeanlagen in Gabun sind mittlerweile unverzichtbarer Bestandteil der globalen Kommunikationsnetze und werden auch für Telekommunikation, Telemetrie, Seefunk sowie für die Luft- und Raumfahrt genutzt. Der Sendebetrieb erfolgt mit modernster Technik und nutzt geostationäre Satellitenverbindungen. Seit 1992 sendet man auch terrestrisch in Paris. 
Im Jahr 2000 zog sich Frankreich aus der Finanzierung des Senders zurück, dessen gabunesische und französische Zweige faktisch getrennt nebeneinander bestehen.  
Seit 2019 wird das Programm unter dem Namen „Africa Radio“ betrieben. Der Sender ist Mitglied der französischen Gruppe „Indés Radios“, worüber seine Sendungen auch weiterverbreitet werden. 

## Programm

Ehemaliges Logo von Africa No. 1

Der Sender versteht sich als unabhängiger afrikanischer Rundfunksender. Er unterhält ein eigenes Korrespondentennetz und sendet Nachrichten, Bildungsprogramme und Unterhaltungssendungen. Die Sendungen werden auf Französisch, Englisch und in zahlreichen afrikanischen Sprachen ausgestrahlt. Die Bildungsprogramme werden überwiegend in französischer Sprache ausgestrahlt.
Durch die Zusammenarbeit mit der britischen BBC übernimmt Africa Radio die Nachrichtensendungen und weitere Programme des französischen Dienstes des BBC World Service (BBC Afrique). 

## Empfang
Der Sender hat (nach eigenen Angaben) gegenwärtig etwa 40 Millionen Hörer in aller Welt. Für die afrikanischen Hörer werden die Sendungen im Kurzwellenrundfunk, in Ballungszentren um die afrikanischen Hauptstädte auch auf UKW ausgestrahlt. 
Africa Radio unterhält ein eigenes Studio in Paris und ist im Großraum Paris auf UKW zu empfangen. Seit einigen Jahren sendet man zusätzlich einen Livestream im Internet, der weltweit genutzt werden kann. Der Sender ist zudem auf Africasat-1 als Satellitenradio  präsent.  
In Kooperation mit verschiedenen asiatischen Staaten (z. B. Japan und China) überträgt der Sender inzwischen auch spezielle Programme für deren Staatsangehörige, die in zentralafrikanischen Entwicklungshilfeprojekten eingebunden sind.